# ترافيس كالانيك
ترافيس كالانيك (بالإنجليزية: Travis Kalanick)‏ هو الرئيس التنفيذي لأوبر ولد في 6 أغسطس عام 1976 في لوس أنجلس كاليفورنيا؛ بعد ان تناول ترافيس كالانيك مراحل التعليم المدرسية الاساسية انتقل إلى المرحلة الجامعية حيث التحق بجامعة كاليفورنيا وأول مشروع له في مجال الحاسوب كان مشروع تحت اسم Scour وكان يهدف هذا المشروع إلى مشاركة الملفات وتحميل الموسيقى واشتهر هذا المشروع كثيرا وفي عام 1998 قرر ترافيس كالانيك أن يترك دراسته الجامعية ويتجه إلى سوق العمل وإعطاء وقته بالكامل للعمل.

## ترافيس كالانيك  وبداية فكرة اوبر
في عام 2008 كان ترافيس كالانيك يحضر مؤتمر مقام في باريس وبعد ان انتهى ترافيس كالانيك من المؤتمر اتجه إلى البوابة لكي يعود إلى منزله ولكن في ذلك الوقت ومع معاناته في ايجاد تاكسي في هذا اليوم جاءت اليه فكرة اوبر وكانت الفكرة عبارة عن امكانية الحصول على تاكسي من خلال الهاتف الذكي ” الجوال ” وبعد دقيقة واحدة قرر ترافيس كالانيك ان يقوم بعمل تغريدة على تويتر تحمل فكرتة ويبحث عن دعم لها وبالفعل حصلت هذه التغريدة على تفاعل غير عادي حتى انها أطلق عليها أسم تغريدة المليار دولار وذلك بعد ان كانت هذه التغريدة سبب في  تواصل رجل الأعمال ” ريان جريفس ” مع ترافيس كالانيك وهو مهندس ومطور وبالفعل أصبح ريان أول موظف في شركة اوبر وفي عام 2010 ميلاديا انطلقت أول 3 سيارات تحت اسم اوبر في نيويورك.
وفي عام 2017 بلغت ثروته 6.3 مليار دولار أمريكي.

## روابط خارجية
- ترافيس كالانيك على موقع الموسوعة البريطانية (الإنجليزية)
- ترافيس كالانيك على موقع مونزينجر (الألمانية)